# 艾西曼镇
艾西曼镇，是中华人民共和国新疆维吾尔自治区喀什地区岳普湖县下辖的一个乡镇级行政单位。

## 行政区划
艾西曼镇下辖以下地区：
阿拉勒村、尤库日艾西曼村、托万艾西曼村、加依托格拉克村、依玛村、加格达村、托万科克其村、尤库日科克其村和恰喀村。